# Tafers
Tafers é uma comuna da Suíça, no Cantão Friburgo, com cerca de 2.697 habitantes. Estende-se por uma área de 8,37 km², de densidade populacional de 322 hab/km². Confina com as seguintes comunas: Alterswil, Düdingen, Friburgo (Freiburg im Üechtland/Fribourg), Sankt Antoni, Sankt Ursen, Schmitten. 
A língua oficial nesta comuna é o Alemão.